# Diocesi di Serbia
La diocesi di Serbia (in latino Dioecesis Serbiensis) è una sede soppressa e sede titolare della Chiesa cattolica.

## Storia
Serbia, identificabile con la città di Servia in Grecia, è un'antica sede vescovile della provincia romana della Macedonia Prima nella diocesi civile omonima, suffraganea dell'arcidiocesi di Tessalonica.
Questa antica sede vescovile è documentata nelle Notitiae Episcopatuum del patriarcato di Costantinopoli a partire dall'inizio del X secolo fino al XII secolo. La sigillografia ha restituito il nome dei vescovi, Giovanni e Niceta, i cui sigilli sono datati al X e XII secolo.
Dal 1933 Serbia è annoverata tra le sedi vescovili titolari della Chiesa cattolica; la sede finora non è mai stata assegnata. Nella sua Hierarchia catholica, Konrad Eubel segnala la presenza di un episcopus Serbiensis, presumibilmente di rito latino, ad Avignone nel 1332.

## Cronotassi dei vescovi greci
- Giovanni † (X secolo)[3]
- Niceta † (XI/XII secolo)[4]